# Nomada townesi
Nomada townesi är en biart som beskrevs av Mitchell 1962. Nomada townesi ingår i släktet gökbin, och familjen långtungebin. Inga underarter finns listade i Catalogue of Life.